# Thomas Luthardt

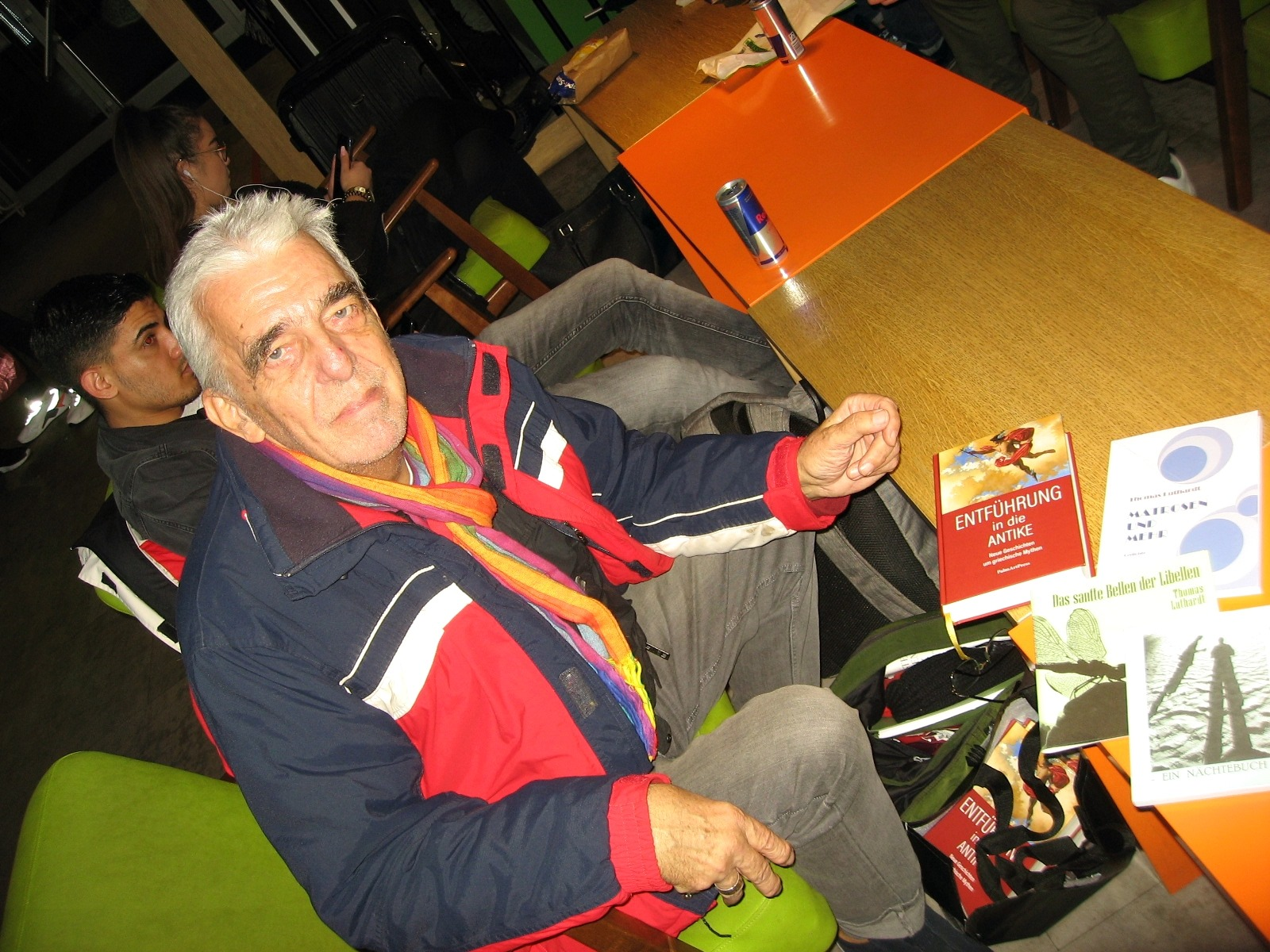
Thomas Luthardt, 2020

Thomas Luthardt (geboren 15. August 1950 in Potsdam) ist ein deutscher Schriftsteller, Lyriker und Arzt.
Er lebt seit 1953 in Berlin-Friedrichshagen. Luthardt beendete ein Medizinstudium und war Facharzt für Allgemeinmedizin. Er veröffentlichte Gedichte, Prosatexte, Kinderbücher und Ballettlibretti. Neben seinen Büchern erschienen einige CDs mit vertonten Texten. Es erfolgten Veröffentlichungen von Übersetzungen seiner Gedichte ins Polnisch, Italienische, Russische und Türkische. 
Sein erster Gedichtband Assistenz erschien 1982 im Mitteldeutschen Verlag in Halle.

## Werke (Auswahl)
- Assistenz. Mitteldeutscher Verlag, Halle 1982.
- In der Kaufhalle. Mit Fotografien von Norbert Vogel. VEB Postreiter-Verlag, Halle 1985.
- Marie und Maxel im Krankenhaus. Mit Fotografien von Norbert Vogel. VEB Postreiter-Verlag, Halle 1985; 3. Auflage 1988.
- Zeitzeichen. Empfänger unbekannt. Gedichte. Grafiken und Gestaltung von Grit Anton, Leipzig 1988.
- Die anderen sind immer wir. Männerschwarm-Buchladen, Hamburg 1988.
- Wie das Kängu zur Ruh und zu seinem Beutel kam. 1990.
- Gegenüber: ich. Verlag der Nation, Berlin 1991.
- Alleinstehende und andere Freunde. Pegasus, Berlin 1993; 2., erweiterte Auflage 2017.
- Schweigen, dieses seltsame Grün. Edition Schwarzdruck, Berlin 1999.
- Schatten. Träume. [Gedichte.] Edition Schwarzdruck, Berlin 2001.
- Bei.nahe Weltstadt. Edition Schwarzdruck, Berlin 2003.
- Die weniger leichte Bewegung. Gedichte. Aphaia Verlag, Berlin 2010.
- Der Mond hält Hof. Friedrichs, Berlin 2013.
- Siebenlebenlang. Gedichte. Mit Graphiken und Photographiken von Uwe Thomas Baumann. Friedrichs, Berlin 2014.
- Winterengel und sanfte Matrosen. 65 Gedichte. Herausgegeben und mit einem Nachwort von Axel Schock. Männerschwarm, Hamburg 2015.
- Tage mit Freunden / Ein Nächtebuch. Pegasus, Berlin 2017.
- Das sanfte Bellen der Libellen. Pegasus, Berlin 2017.
- Märchenbrunnen. Gedichte. Mit Linolschnitten von Steffen Büchner, Lyrik-Edition NEUN, Band 5, Berlin, Verlag der 9 Reiche, 2021.
- Poesiealbum 378: Thomas Luthardt, Märkischer Verlag 2023.